# Stade Salif-Keita
Pour les articles homonymes, voir Keita.
Le Stade Salif-Keita est un stade de sport situé à Saint-Étienne, dans l'allée des Frères-Gauthier. Il s'agit de l'enceinte accueillant les matchs à domicile des féminines de l'AS Saint-Étienne.
Le complexe de l'Étivallière contient des terrains de football, rugby, tennis, un boulodrome, le stade Henri-Lux, consacré à l'athlétisme et un stade consacré au football baptisé en 2018 et appelé communément « Stade Salif-Keita ». La section féminine de l'Association sportive de Saint-Étienne utilise couramment ce stade qui comporte également une tribune, couverte par un toit. Il s'agit d'un des rares stades du complexe possédant des places assises.
Le Stade Salif-Keita comporte 1 250 places assises. Toutefois, en comptant les places « debout » des pesages le long de la main courante du terrain, la capacité du stade de football dépasse les 2 000 places. Le stade a une capacité de 1 000 à 1 500 places. Le toit est soutenu par des piliers en métal. Les sièges sont tous de couleur verte.

## Origine du nom du stade
Le stade tient son nom en référence au joueur malien Salif Keita, élément historique du club ayant joué à l'AS Saint-Étienne de 1967 à 1972.
Un stade à Cergy-Pontoise lui rend également hommage.